# 冯双白
冯双白（1954年2月—），男，汉族，中华人民共和国舞蹈理论家、舞剧编剧，中国文联主席团委员、中国舞蹈家协会主席、中国共产党党员，第十一、十二届全国政协委员。

## 生平
父亲冯白鲁（1917-2005）曾在长春电影制片厂担任导演，20世纪60年代举家迁居北京，冯双白遂进入北京景山学校就读，但不久便遭遇文化大革命，1969年初中毕业后作为内蒙古生产建设兵团知青被派往内蒙古乌拉特前旗烏梁素海，此后曾做过印刷工人，1974年作为工农兵学员进入北京大学中文系，毕业后原计划分配到中国社会科学院文学研究所，但因“人为原因”被分配到北京舞蹈学院任教，1982年考入中国艺术研究院舞蹈研究所攻读硕士学位，是该所首届舞蹈史论硕士之一，师从吴晓邦，并曾撰写大量舞蹈批评文章，而在其开始攻读博士学位时已是中国艺术研究院舞蹈研究所所长，博士生导师为资华筠。
1997年，冯双白完成自己的首部舞蹈作品，即讲述渔民生活的舞蹈诗《咕哩美》，此后创作多部舞剧作品，包括《妈勒访天边》、《风中少林》、《水月洛神》等，也曾出版《新中国舞蹈史》、《中国舞剧史纲》、《宋辽金西夏舞蹈史》等学术专著。2000年12月，冯双白在中国舞蹈家协会第七次代表大会当选为中国舞协副主席，2005年成为中国舞协分党组书记、驻会副主席（相当于常务副主席）。2005年底，文化部《关于同意中国舞蹈家协会跨省开展社会艺术水平考级活动的批复》批准包括中国舞协在内的数十家艺术类机构跨省开展社会艺术水平考级活动。
2008年，当选第十一届全国政协委员，代表文化艺术界，分入第二十八组。同年，时任中国舞蹈家协会分党组书记、驻会副主席的冯双白曾担任北京奥运会开幕式导演组策划成员之一。
2015年11月18日，冯双白在中国舞蹈家协会第十届全国代表大会上全票当选为中国舞协第十届主席，业务覆盖演出、培训、考级等多个领域的中国文联舞蹈艺术中心同年成立，名义上隶属中国文联，实质上由中国舞协代管。2021年2月2日，冯双白又在中国舞蹈家协会第十一次全国代表大会上被选为中国舞蹈家协会第十一届主席。

## 落马
2025年4月，冯双白因涉嫌严重违纪违法，接受中央纪委国家监委驻中央宣传部纪检监察组纪律审查和安徽省马鞍山市监委监察调查，同时被查的还有中国舞蹈家协会原分党组书记、驻会副主席罗斌以及中国文联舞蹈艺术中心艺术交流处副处长韦立。对此，一名举报人曾表示，冯双白等人被查的原因可能是中国舞蹈家协会在舞蹈考级中“利用行业影响力和主办方优势，滥用市场支配地位，强行设置考级教学规则和职业准入限制”，且联合各省级舞蹈家协会和承办单位与各地市培训机构共同违法教学和牟利。实际上，针对冯双白的举报内容早于2013年5月便于天涯社区发布，该帖称冯双白涉嫌“操纵全国舞蹈比赛，贪污受贿数达千万人民币，拥有多套房产，并在单位内包养多名情妇”，但当时官方和冯双白均未回应。
早在2014年11月4日，中国舞协曾在《中国舞蹈家协会关于规范舞蹈考级工作的声明》中指明该协会官方认定的唯一舞蹈考级培训教材是《中国舞蹈考级》1-10级教材，且对没有学习过《中国舞蹈考级》1-10级教材的教师不颁发中国舞蹈家协会的任何教师资格、注册证书，对没有学习过《中国舞蹈考级》1-10级教材的学员也不予考核，不颁发中国舞蹈家协会《社会艺术水平考级证书》，而上述教材的主编正是冯双白。
另有舞蹈业内不具名人士称，冯双白的亲属曾长期承接多项大型舞蹈赛事和演出的服装供应业务。